# هارالد کونوپکا
هارالد کونوپکا (به آلمانی: Harald Konopka) بازیکن فوتبال و مدافع اهل آلمان است که از سال ۱۹۷۸ میلادی عضو تیم ملی فوتبال آلمان بوده‌است. وی در ۲ بازی ملی حضور داشته است و آخرین بازی ملی خود را در سال ۱۹۷۹ میلادی انجام داد. هارالد کونوپکا در بازی‌های ملی‌اش گلی به ثمر نرساند.